# Piekary Rudne
Piekary Rudne (również: Rudne Piekary, Rudy Piekarskie; niem. Rudy Piekar) – część Tarnowskich Gór, dawniej odrębna wieś, przyłączona do miasta w 1973 roku. 
W 1998 roku razem z sąsiednimi Bobrownikami utworzyła dzielnicę Tarnowskich Gór o nazwie Bobrowniki Śląskie-Piekary Rudne. Niegdyś obie miejscowości funkcjonowały oddzielnie; granicą była polna droga łącząca Bobrowniki z Lasowicami (obecnie ulice: Zwycięstwa, 23 Stycznia) oraz droga biegnąca z Tarnowskich Gór do Bytomia (ul. Józefa Korola).
W latach 1945–1954 część gminy Bobrowniki, zaś w latach 1954–1972 – gromady Bobrowniki.

## Nazwa
Nazwę miejscowości Rudy Piekarskie, Piekary Rudne oraz niemiecką Polnisch Beckern notuje Słownik geograficzny Królestwa Polskiego wydany w latach 1880–1902. Dzisiejsze Piekary Rudne w średniowiecznych dokumentach zapisywano jako Piekary Polskie (niem. Polnisch Beckern) dla odróżnienia ich od Piekar Niemieckich leżących nad Brynicą (dzisiejszych Piekar Śląskich).
Pierwszy człon nazwy stanowi najprawdopodobniej odniesienie do roli służebnej mieszkańców wsi, którzy zajmować się mieli wypiekiem chleba na potrzeby pana feudalnego, natomiast drugi człon nazwy miejscowości pochodzi od wydobywanych w tym rejonie od średniowiecza rud metali.

## Układ przestrzenny
Piekary Rudne powstały jako typowa ulicówka z zabudowaniami położonymi po obu stronach drogi wiodącej do Radzionkowa (obecna ul. Radzionkowska). Wzdłuż głównej drogi biegł potok uchodzący w Bobrownikach do Stoły. Pola wsi pierwotnie ciągnęły się długim pasem na południe w stronę Radzionkowa, obejmując stoki i szczyt Suchej Góry oraz na północ w kierunku Nakła.
Piekary Rudne miały dwie kolonie (obecnie została jedna):
- Osiedle Królów – kolonia willowa, powstała po II wojnie światowej ok. roku 1977 na części dawnego placu ćwiczeń jednostek wojskowych z Tarnowskich Gór, zwanego Eksem (z niem. Exerzierplatz),
- Sucha Góra – kolonia fryderycjańska powstała pod koniec XVIII w. na południowym stoku Srebrnej Góry, od XIX w. samodzielna gmina, obecnie znajduje się w granicach Bytomia.

## Historia
Wieś została po raz pierwszy wymieniona 26 stycznia 1369 roku, w dwóch dokumentach traktujących „o dokonaniu podziału zamku, miasta (Bytomia) i całej ziemi bytomskiej” między księcia oleśnickiego Konrada II i księcia cieszyńskiego Przemysława I. Piekary Rudne należały pierwotnie do parafii w Radzionkowie.